# ヴァレンティン・イグリンスキー
ヴァレンティン・ゲンナジェヴィッチ・イグリンスキー（ロシア語: Валентин Геннадьевич Иглинский, ラテン文字転写: Valentin Iglinsky、1984年5月12日 - ）は、カザフスタンの自転車競技（ロードレース）選手。
実兄はマクシム・イグリンスキー。

## 来歴
2007年
- ツアー・オブ・ジャパン 総合2位（区間2勝=第2、4）
- ツール・ド・ブルガリア 区間2勝=第1、2

2009年
- ツアー・オブ・ジャパン 総合4位
- ツール・ド・熊野 総合優勝（区間3勝=第1、2、3）
- ツアー・オブ・セルビア 区間3勝=第1、3、7
- アジア選手権・個人ロードレース 3位
- ツアー・オブ・チンハイレイク 区間2勝=第4、5
- ツール・ド・ブルガリア 区間2勝=第4、5

2010年、アスタナ・チームへ移籍。兄弟揃って同チームに在籍することになった。
- ブエルタ・ア・エスパーニャ 総合153位
- ツアー・オブ・ハイナン 総合優勝（区間1勝=第2）

2011年
- 7月26日、ニース〜モナコ間の高速道路で、飲酒運転及びスピード違反（制限速度110km/hのところ、203km/h程度出していた）のため、フランス警察当局に取り押さえられた[1]。
- ツアー・オブ・ハイナン 総合優勝。